# Dearcc EV10
Dearcc EV10 – elektryczny samochód osobowy klasy miejskiej produkowany pod chińską marką Dearcc w latach 2017–2018.

## Historia i opis modelu

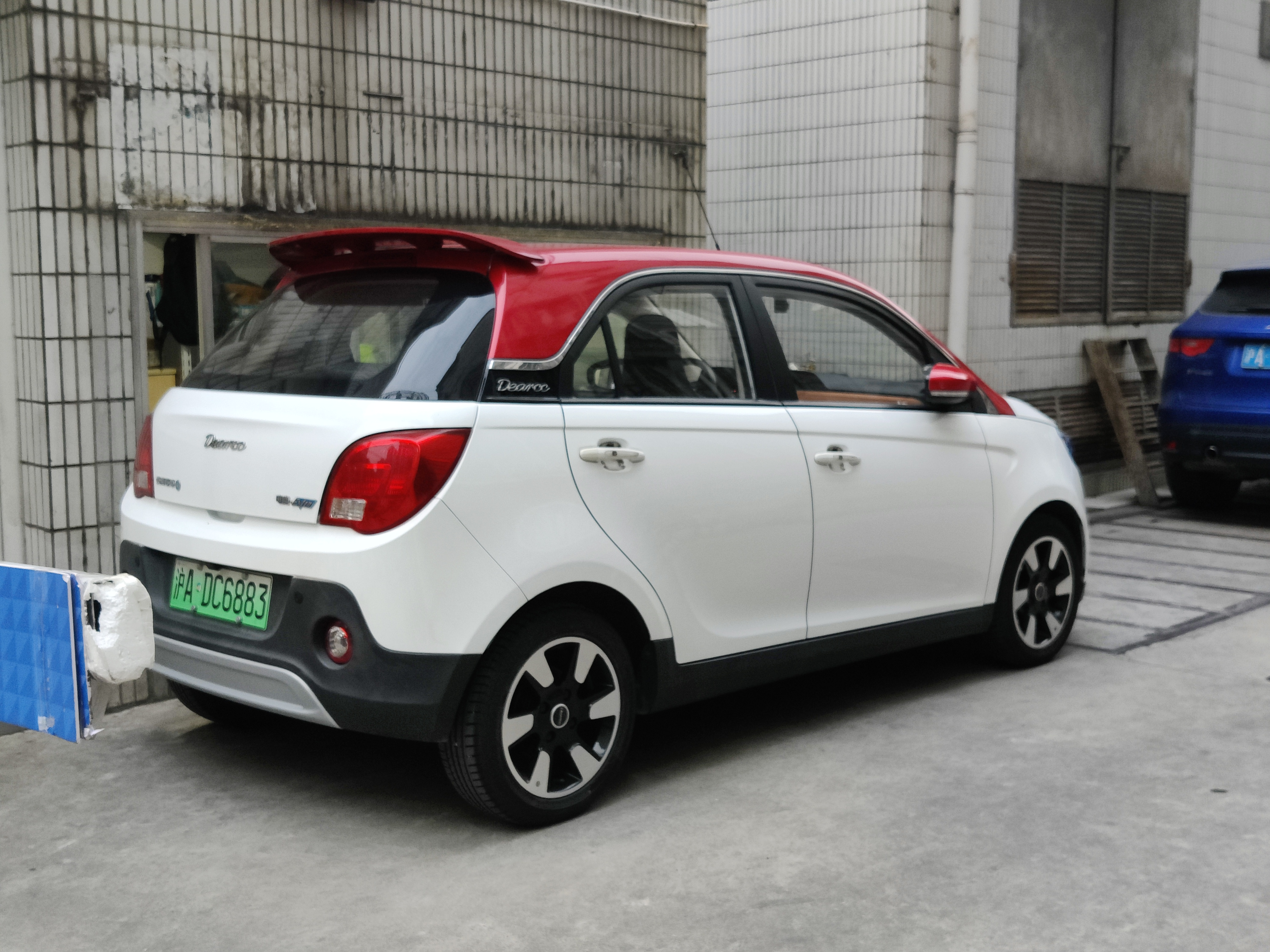
Dearcc EV10 - tył

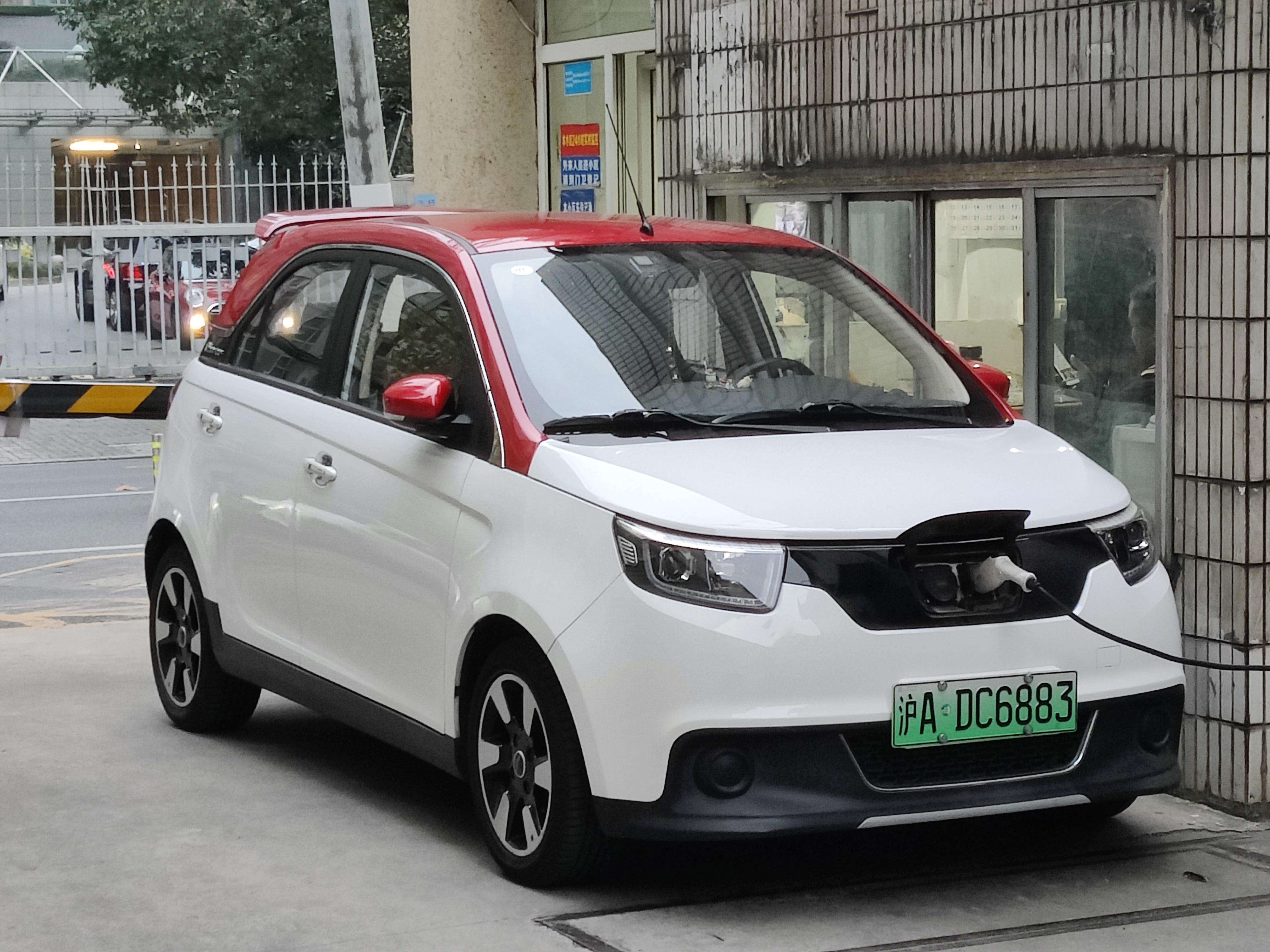
Dearcc EV10 podczas ładowania

Jesienią 2016 roku chińskie przedsiębiorstwo Zhejiang Dianka Automobile Technology Co. Ltd wprowadziło do sprzedaży na lokalnym rynku markę Dearcc, której pierwszym pojazdem został niewielki hatchback EV10 o napędzie elektrycznym. Samochód przyjął formę 5-drzwiową, zyskując wąskie i podłużne reflektory, a także zakończenie nadwozia zbliżone do znanego w Europie Opla Adama

### Sprzedaż
Produkcja i sprzedaż z ograniczeniem do Chin Dearcc EV10 ruszyła w kwietniu 2018 roku, miesiąc później ogłaszając dostarczenie pierwszych 1000 sztuk dla klietnów. Sprzedaż w całym 2018 roku sięgnęła z kolei łącznie 3918 egzemplarzy.

### Dane techniczne
Dearcc EV10 napędzany jest silnikiem elektrycznym rozwijającym 57 KM i 150 Nm maksymalnego momentu obrotowego, pozwalając przejechać 150 kilometrów na jednym ładowaniu.